# Alois Joseph Schrenck von Notzing

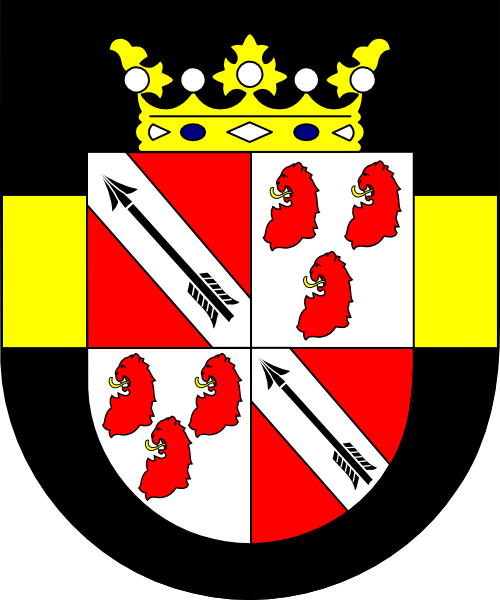
Wappen des Prager Erzbischofs Aloys Joseph Schrenck von Notzing

Alois Joseph Anton Otto Guntram Schrenck von Notzing (auch: Josef Schrenck Freiherr von Notzing; tschechisch Alois Josef svobodný pán Schrenk, auch Alois Josef Schrenk; * 24. März 1802 in Zbenice, Berauner Kreis in Königreich Böhmen; † 5. März 1849 in Prag, Kaisertum Österreich) war Weihbischof in Olmütz, Erzbischof von Prag und Kanzler der Karlsuniversität.

## Leben
Alois Joseph Schrenck von Notzing entstammte dem bayerischen Adelsgeschlecht der Schrenck von Notzing. Seine Eltern waren der k. k. Major Franz Seraph Schrenck von Notzing und Theresia Cajetana, geborene Freiin Aßfeld von Wydrzi (Asfeld z Vydří). Ab 1821 studierte Alois Joseph Theologie am bischöflichen Priesterseminar in Königgrätz, wo er sich das Wohlwollen des Bischofs Alois Josef Krakovský von Kolowrat erwarb. Auf dessen Empfehlung erhielt er 1823 eine Domherrenstelle am Olmützer Domkapitel. Nach der Priesterweihe am 22. August 1825 war er zunächst in der Seelsorge im Bistum Olmütz tätig. Von dort kam er an die Höhere Bildungsanstalt in Wien und erhielt bald danach eine Pfarrerstelle in Gmünd in der Diözese St. Pölten. Bereits 1829 wurde er vom dortigen Bischof Jakob Frint zum Konsistorialrat sowie Dekan von Weitra ernannt. 1832 wurde er Pfarrer von Mödritz bei Brünn, und 1834 promovierte er zum Doktor der Theologie. Als residierender Domherr am Olmützer Wenzelsdom war er ab 1835 Direktor der Philosophischen Studien in Mähren sowie Propst der Stadtpfarrkirche St. Mauritz. 1837 berief ihn der Olmützer Erzbischof Maximilian Joseph Gottfried von Sommerau Beeckh zum Erzpriester und Dekan des Olmützer Archipresbyterats.
Am 12. Februar 1838 wurde Schrenck von Notzing zum Weihbischof in Olmütz berufen und zum Titularbischof von Ptolomais ernannt. Die Bischofsweihe erfolgte am 25. März 1838.
Nach dem Tod des Prager Erzbischofs Andreas Alois Ankwicz von Skarbek-Poslawice wurde Alois Joseph Schrenk von Notzing am 20. Juni 1838 zu dessen Nachfolger nominiert. Der päpstlichen Bestätigung vom 17. September 1838 folgte am 4. November 1838 die Inthronisation. Während seiner  Amtszeit wurden das Prager Mutterhaus der Barmherzigen Schwestern vom hl. Karl Borromäus gegründet sowie mehrere religiöse Bruderschaften. Er förderte die Christliche Kunst sowie den Weiterbau des Veitsdoms. Zu diesem Zweck gründete der Domherr Václav Michal Pešina einen Dombauverein. 1845 wurde das „Missale bohemicum“ herausgegeben. Als es im Revolutionsjahr 1848 zur Verfolgung der Prager Juden kam, wandte sich Erzbischof Schrenck von Notzing mit einem Hirtenbrief an die Prager Bevölkerung mit dem Aufruf, das Hauptgebot der Nächstenliebe ohne Unterschied des Glaubens anzuwenden.